# Witold Pahl
Witold Pahl, né le 7 décembre 1961 à Wrocław, est député européen depuis le 16 novembre 2023 représentant la Pologne.

## Biographie
Fils de Jerzy et Halina, il a terminé ses études en 1985 à la Faculté de droit de l'Université Adam Mickiewicz. Il a travaillé en tant que curateur judiciaire, puis a dirigé sa propre entreprise. Il a également obtenu le titre de conseiller juridique. En 2015, à l'Université SWPS des sciences humaines et sociales, il a obtenu un doctorat en droit sur la base de sa thèse intitulée "Statut juridique des députés à la Diète de la République de Pologne. Étude constitutionnelle et juridique".
En 2006, il a été élu conseiller municipal de Gorzów Wielkopolski sur la liste de la Plate-forme civique. Lors des élections parlementaires de 2007, il a remporté un siège de député, obtenant 14 135 voix dans la région de Lubusz. En 2009, il est devenu président de la Commission extraordinaire de la Diète chargée d'examiner les projets de loi des députés visant à modifier la Constitution de la République de Pologne. Aux élections de 2011, il a réussi à être réélu avec 7 235 voix. Au cours de la septième législature de la Diète, il est devenu vice-président de la Commission législative et le représentant de la Diète au Conseil national de la justice, puis au Conseil national de la magistrature. Il a représenté la Diète devant la Cour constitutionnelle à 67 reprises.
En 2015, il a renoncé à se présenter aux élections parlementaires suivantes. Le 18 novembre 2015, sur recommandation de la Plate-forme civique, il a été élu membre du Tribunal d'État. Le 11 décembre 2015, il a prêté serment en tant que juge.
Le 13 septembre 2016, il a été nommé vice-maire de Varsovie, fonction qu'il a occupée jusqu'à la fin du mandat de Hanna Gronkiewicz-Waltz en 2018. En 2019, il a sans succès candidaté au Parlement européen sur la liste de la Coalition européenne (il a obtenu 6 520 voix) et à la Diète dans le cadre de la Coalition civique (il a reçu 6 873 voix). Le 21 novembre 2019, il a été réélu au Tribunal d'État. Il a démissionné de cette fonction en octobre 2023.